# Первый стиль древнеримской живописи

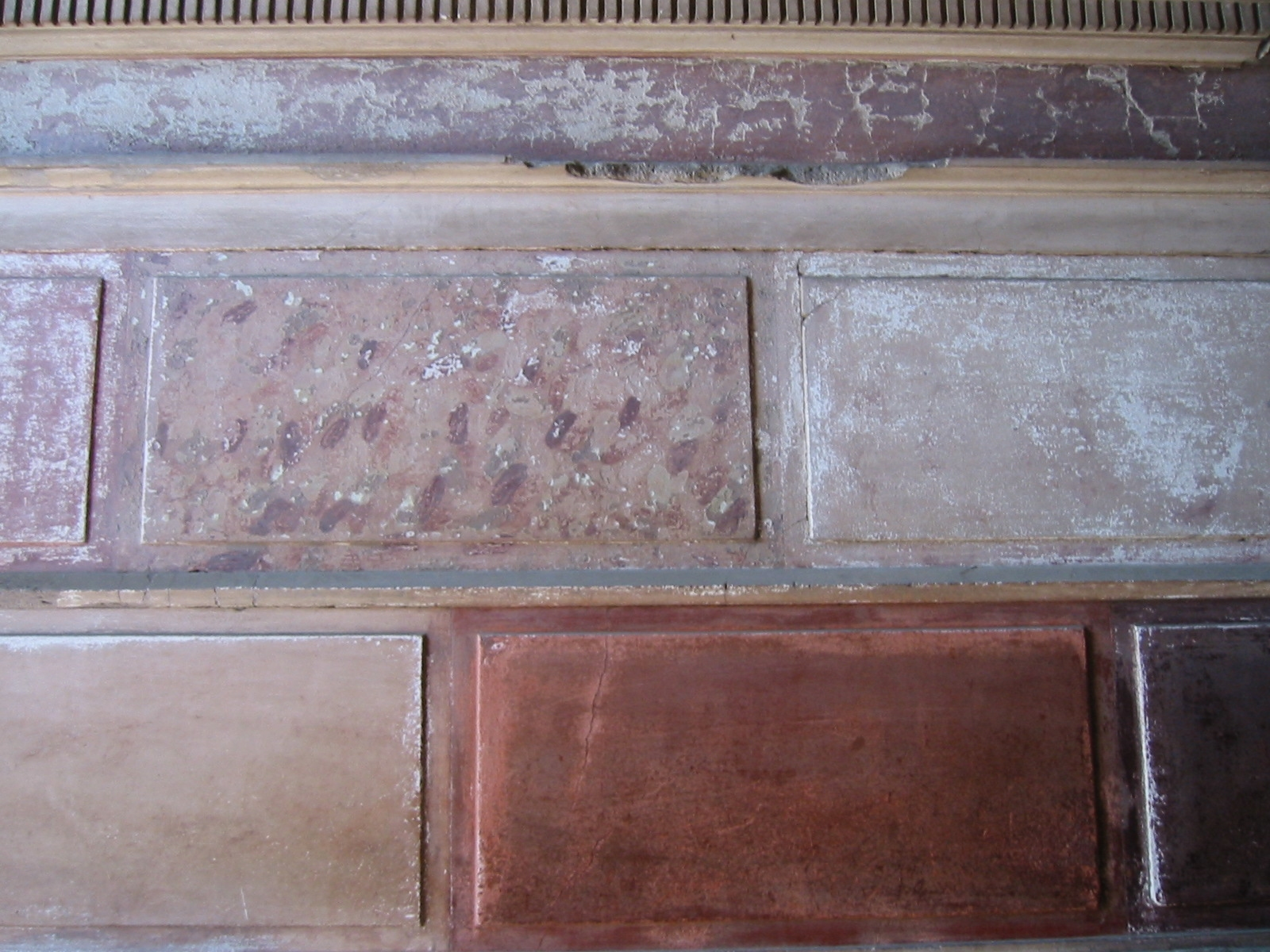
Пример первого стиля в доме Самнита в Геркулануме

Первый стиль — один из четырёх «стилей» (было бы корректнее называть их декоративными схемами) римской стенописи. Также этот стиль называют структуральным или инкрустационным стилем. Его образование и существование датируется периодом 150–80 годов до н. э.
Эта техника живописи была более распространена в общественных зданиях, чем в жилых домах. Согласно данной технике, стены покрывали блоковой кладкой (opus quadratum), имитируя облицовку мраморными плитами, называемыми crusta, от которых и пошло название «инкрустационный стиль». Иногда в некоторых зданиях для украшения стен использовались рельефные элементы из гипса.
При украшении стены в первом стиле выделяют три зоны:
- верхняя часть декорировалась выступающим карнизом из гипса;
- средняя часть делилась, в свою очередь, на три части, окрашивалась в основном красным и чёрным цветами, но и фиолетовым, и жёлто-зелёным, имитируя мрамор, гранит или алебастр;
- плинтус или цоколь обычно был жёлтого цвета.

Живопись этого стиля также содержит маленькие архитектурные элементы, например, пилястры для вертикального разделения поверхности.
Первый стиль не был чисто римским, он был эллинистическим. Если рассмотреть более ранние примеры, чем найденные в районе Везувия, то в Делосе и других греческих городах, таких как Пантикапей на Черном море, в здании, датируемом, благодаря монетам, III–II веком до н. э., то можно найти карниз со светотенью фиктивного рельефа и мотивом полуколонн из гипса.
На раскопках в Помпеях этот стиль представлен в Базилике, в храме Юпитера, в Доме Фавна и Доме Саллюстия, а в Геркулануме — в Доме Самнита.

## Другие образцы

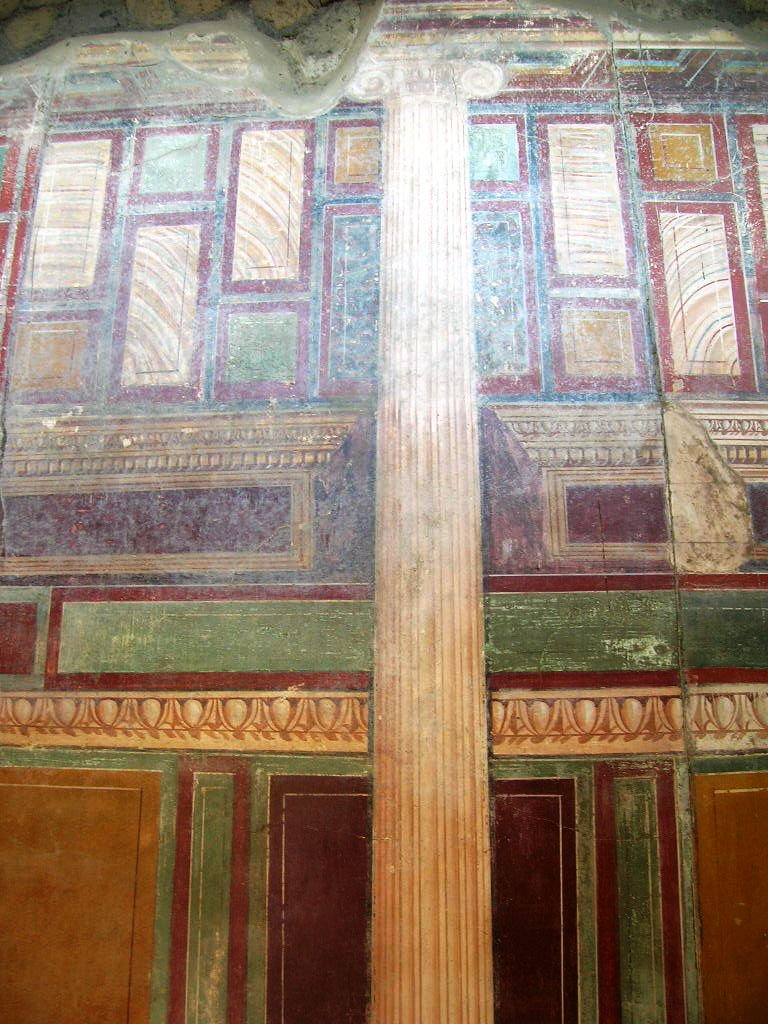
Вилла Арианна
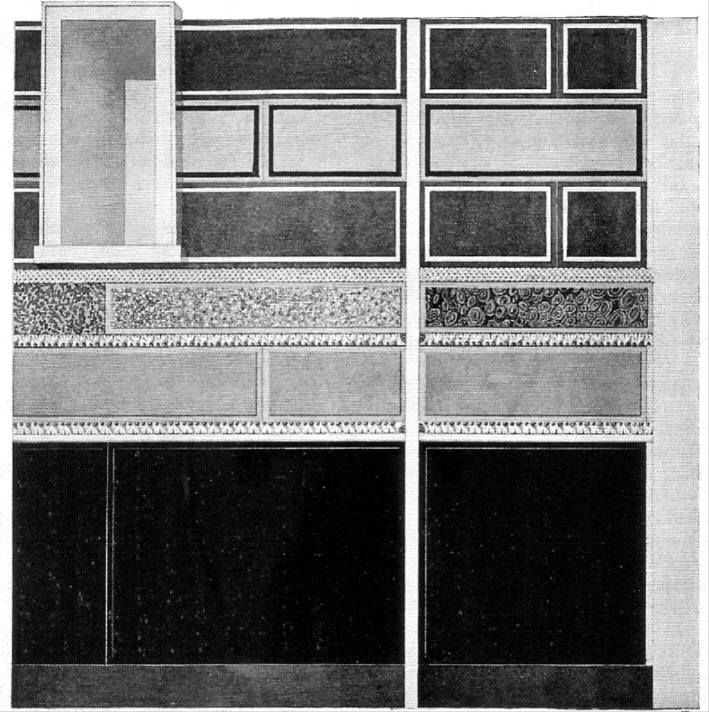
Пример из Делоса
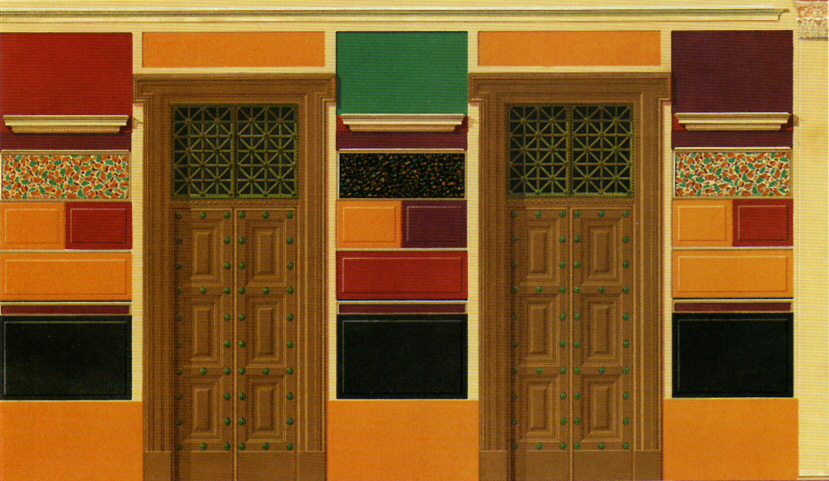
Фрески из Дома Саллюстия (реконструкця), Помпеи
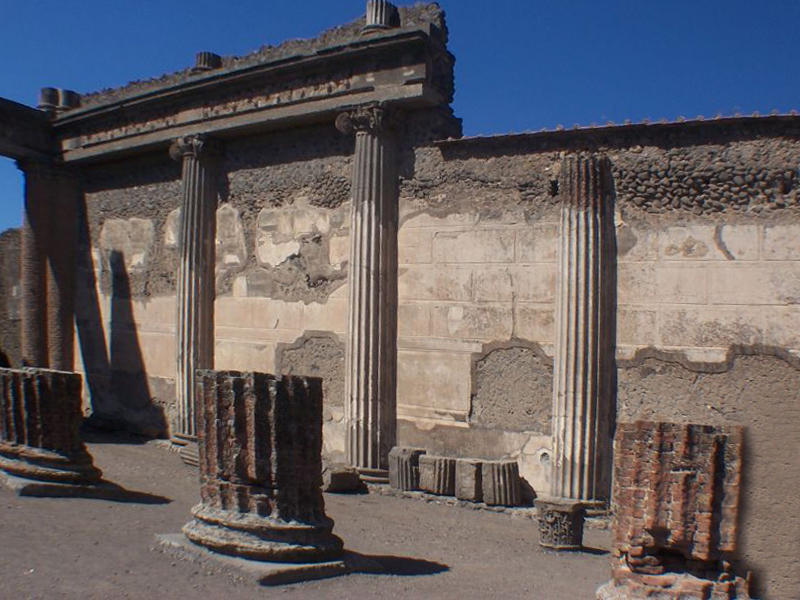
Отделка внешней стены, Помпеи